# All My Loving (EP)
All My Loving è il quarto EP dei Beatles pubblicato in Gran Bretagna il 7 febbraio 1964 dalla Parlophone (n° catal. GEP8891). L'EP contiene 2 brani dall'album Please Please me e 2 brani dall'album With the Beatles. Il disco venne pubblicato solamente in versione mono.

## Tracce
Lato A
1. All My Loving – 2:10 (John Lennon e Paul McCartney)
2. Ask Me Why – 2:28 (John Lennon e Paul McCartney)

Lato B
1. Money (That's What I Want) – 2:52 (Janie Bradford, Berry Gordy)
2. P.S. I Love You – 2:02 (John Lennon e Paul McCartney)

## Formazione
- George Harrison — chitarra solista, cori
- John Lennon — voce, chitarra ritmica
- Paul McCartney — voce, basso
- Ringo Starr — batteria, percussioni